# ロマス・ウバルタス
ロマス・ウバルタス（Romas Ubartas、1960年5月26日 - ）は、リトアニアの陸上競技選手（円盤投）である。1988年のソウルオリンピックではソ連代表として銀メダルを獲得、1992年のバルセロナオリンピックではリトアニア代表として出場し金メダルを獲得した。
また、彼は1986年のヨーロッパ陸上選手権においても金メダルを獲得している。

## 自己ベスト
- 円盤投　70m06　（1988年5月8日）